# Джонс, Сюранна
Сара Энн Эйкерс (англ. Sarah Anne Akers, род. 27 августа 1978 года), более известная как Сюранна Джонс (Suranne Jones) ― британская актриса.

## Юность
Джонс родилась в Миддлтоне, Большой Манчестер, 27 августа 1978 года. У неё есть старший брат по имени Гэри. Она воспитывалась как католичка. Священник предложил её отцу окрестить её Сарой Энн вместо Сюранны, имени её прабабушки. Она выросла в доме на Фоксдентон-лейн, окруженном двумя фермами и полями и одно из её ранних воспоминаний ― «коровы смотрели в окно, когда мы пили чай». Джонс получила образование в римско-католической средней школе кардинала Лэнгли в Миддлтоне. Говоря о своем детстве, она прокомментировала: «Я думаю, что всегда хотела быть другой и чувствовала себя очень подавленной в школе». Она также добавила: «Надо мной издевались в школе и я позволила этому овладеть мной и замкнулась в себе — я сожалею, что позволила этому случиться». Позднее она стала участницей Театральной мастерской Олдхэма и получила Национальный диплом BTEC по исполнительскому искусству в Манчестерской школе актёрского мастерства.

## Карьера
Джонс начала сниматься с 8 лет, первая роль была в фильме «Дождись темноты».
Вступив в профсоюз Equity, она взяла сценическое имя Сюранна, так как женщина с именем Сара Энн уже участвовала, а правила профсоюза диктуют, что у каждого члена должно быть уникальное имя. Получив агента в 15 лет, она начала выступать в театре. Телевизионная карьера Джонс началась в 1997 году с небольшой роли Мэнди Филлипс в сериале «Улица Коронации». Затем она снялась в телевизионной рекламе для Maltesers.
В дальнейшем последовали роли в таких сериалах и фильмах, как «Винсент» (2005-2006), «Строго конфиденциально» (2006) и «Харли-стрит» (2008). Её изображение осужденной убийцы Рут Слейтер в мини-сериале «Непрощенные» (2009) получило широкое признание.
В период с 2011 по 2016 год Джонс снималась в роли детектива Рэйчел Бейли в сериале «Скотт и Бейли». Она привлекла дополнительное внимание к своим ролям в фильмах «Одинокий отец», «Пять дней» и «Багровое поле», а также к сценическим работам, включая постановки «Несколько хороших мужчин», «Веселый дух», «Лучшие девушки», «Прекрасная вещь» и «Орландо».
За роль Джеммы Фостер, успешного врача-терапевта в сериале «Доктор Фостер» (2015-2017) Джонс получила несколько наград, в том числе премию Гильдии телерадиовещательной прессы и телевизионную премию BAFTA за лучшую женскую роль в 2016 году. Затем Джонс вернулась в театр, сыграв главную роль в постановке «Замороженные», за что получила положительные отзывы. Также снялась в сериалах «Спаси меня» и «Джентльмен Джек».

## Личная жизнь
Джонс живёт в лондонском районе Масвелл-Хилл со своим мужем, внештатным сценаристом и бывшим редактором журнала Лоуренсом Эйкерсом. Они познакомились в 2013 году на свадьбе давней подруги Джонс, актрисы Салли Линдсей и музыканта Стива Уайта. Они поженились в 2014 году. В интервью журналу Vogue Джонс заявила, что официально стала Сарой Энн Эйкерс. В марте 2016 года она родила сына.

## Фильмография
| Год          | Название                                            | Роль                   | Примечание                                              |
| ------------ | --------------------------------------------------- | ---------------------- | ------------------------------------------------------- |
| 1997         | Coronation Street                                   | Mandy Phillips         | 1 episode                                               |
| 1998         | City Central                                        | Emma                   | Episode: "A Quiet Evening In"                           |
| 1998         | The Grand                                           | Liz                    | 1 episode                                               |
| 1999         | My Wonderful Life                                   | Linda                  | 5 episodes                                              |
| 2000–2004    | Coronation Street                                   | Karen McDonald         | Series regular, 494 episodes                            |
| 2004         | Punch                                               | Judy                   | Short                                                   |
| 2005         | Celebrate "Oliver!"                                 | Nancy                  | TV film                                                 |
| 2005–2006    | Vincent                                             | Beth Goddard           | 8 episodes                                              |
| 2006         | Strictly Confidential                               | Linda Nelson           | 6 episodes                                              |
| 2007         | Dead Clever: The Life and Crimes of Julie Bottomley | Julie Bottomley        | TV film                                                 |
| 2008         | Harley Street                                       | Dr Martha Elliot       | 6 episodes                                              |
| 2009         | Unforgiven                                          | Ruth Slater            | 3 episodes                                              |
| 2009         | The Sarah Jane Adventures                           | Mona Lisa              | 2 episodes                                              |
| 2010         | Five Days                                           | DC Laurie Franklin     | 5 episodes                                              |
| 2010         | Single Father                                       | Sarah                  | 4 episodes                                              |
| 2011         | Doctor Who                                          | Idris                  | Episode: "The Doctor's Wife"                            |
| 2011–2016    | Scott & Bailey                                      | Sergeant Rachel Bailey | Series 1-5 33 episodes (executive producer: 3 episodes) |
| 2012–2014    | A Touch of Cloth                                    | DC Anne Oldman         | 6 episodes                                              |
| 2012         | The Secret of Crickley Hall                         | Eve Caleigh            | 3 episodes                                              |
| 2013         | Playhouse Presents                                  | Herself                | Episode: "Stage Door Johnnies"                          |
| 2013         | Lawless                                             | Lila Pettitt           | Pilot                                                   |
| 2014         | The Crimson Field                                   | Sister Joan Livesey    | 6 episodes                                              |
| 2015–2017    | Doctor Foster                                       | Dr Gemma Foster        | 10 episodes (associate producer: series 2)              |
| 2015         | A Christmas Star                                    | Miss Darcy             | Feature film                                            |
| 2016         | Brian Pern: 45 Years of Prog and Roll               | Astrid Maddox Pern     | 1 episode                                               |
| 2018–present | Save Me                                             | Claire McGory          | 2 series                                                |
| 2018         | Vanity Fair                                         | Miss Pinkerton         | 2 episodes                                              |
| 2019–present | Gentleman Jack                                      | Anne Lister            | Main role                                               |
| 2021         | Vigil                                               | DCI Amy Silva          | Post-production                                         |
| 2021         | The Final Round                                     |                        | Pre-production; also producer                           |

## Награды и номинации
| Год  | Фильм             | Награда                                                                                        | Результат |
| ---- | ----------------- | ---------------------------------------------------------------------------------------------- | --------- |
| 2003 | Coronation Street | National Television Award for Most Popular Actress                                             | Номинация |
| 2004 | Coronation Street | British Soap Award for Best Actress                                                            | Победа    |
| 2004 | Coronation Street | National Television Award for Most Popular Actress                                             | Победа    |
| 2005 | Coronation Street | British Soap Award for Best Actress                                                            | Победа    |
| 2005 | A Few Good Men    | Theatregoers' Choice Award for Best Supporting Actress                                         | Победа    |
| 2009 | Unforgiven        | Royal Television Society Award for Best Actor – Female                                         | Номинация |
| 2009 | Unforgiven        | South Bank Show Award for The Times Breakthrough Award                                         | Номинация |
| 2010 | Five Days         | National Television Award for Outstanding Drama Performance                                    | Номинация |
| 2010 | Five Days         | TV Choice Award for Best Actress                                                               | Номинация |
| 2011 | Scott & Bailey    | Royal Television Society Regional Award for Best Performance in a single Drama or Drama series | Победа    |
| 2012 | Scott & Bailey    | National Television Award for Best Female Drama Performance                                    | Номинация |
| 2013 | Scott & Bailey    | National Television Award for Best Female Drama Performance                                    | Номинация |
| 2013 | Beautiful Thing   | WhatsOnStage Award for Best Actress                                                            | Номинация |
| 2014 | Scott & Bailey    | National Television Award for Best TV Detective                                                | Номинация |
| 2014 | Orlando           | UK Theatre Award for Best Performance in a Play                                                | Номинация |
| 2015 | Orlando           | Manchester Theatre Awards                                                                      | Номинация |
| 2016 | Doctor Foster     | National Television Award for Best Drama Performance                                           | Победа    |
| 2016 | Doctor Foster     | Broadcasting Press Guild Award for Best Actress                                                | Победа    |
| 2016 | Doctor Foster     | Royal Television Society Award for Best Actor – Female                                         | Победа    |
| 2016 | Doctor Foster     | British Academy Television Awards for Best Actress                                             | Победа    |
| 2016 | Doctor Foster     | TV Choice Award for Best Actress                                                               | Номинация |
| 2017 | Doctor Foster     | TVTimes Award for Best Actress                                                                 | Победа    |
| 2018 | Doctor Foster     | National Television Award for Best Drama Performance                                           | Победа    |
| 2019 | Gentleman Jack    | TVTimes Award for Best Actress                                                                 | Победа    |
| 2020 | Gentleman Jack    | National Television Award for Best Drama Performance                                           | Номинация |
| 2020 | Gentleman Jack    | Broadcasting Press Guild Award for Best Actress                                                | Номинация |
| 2020 | Gentleman Jack    | Royal Television Society Award for Best Actor – Female                                         | Номинация |
| 2020 | Gentleman Jack    | British Academy Television Awards for Best Actress                                             | Номинация |